# Крий (народ)

## История
Индианците крии или кри дължат името си на френските заселници, нарекли ги "Kristenaux". През XVIII в. те се местят от езерото Атабаска в Езерото на горите (Lake of the woods) , както и по крабрейжието на залива Джеймс. Постепенно стигат до щата Монтана. Бързо установяват контакт с френските заселници. Контактът им с тях и появата на метиси поставят границата около Червената река (Ред Ривър). Благодарение на търговията с кожи, както и на съюза си с асинибоините, криите се сдобиват с огнестрелно оръжие. Това разширява влиянието им от Скалистите планини до Великите равнини и води до конфликт с чернокраките. Криите страдат от чести епидемии. Тъй като господстващото им положение се дължи на търговията с коже изчезването на лосовете  и карибу от земите им  се отразяват тежко на крии. В началото на XIX в. те изоставят номадския начин  на живот и се местят по-близо заселниците и факториите.

## Обичаи
Горските крии почитат Маниту,  докато криите от равнините вярват в страховити същества като джуджета и канибали. Криите са последователите на тайни общества и упълномощават шаманите да гледат бъдещето и да церят болните. Вождовете се ползват с голям авторитет, който дължат на голямата си духовна сила. Имат право да имат до седем жени. Криите не се страхуват от смъртта. Затова водят спартански начин на живот и каляват тялото си. Слабите и немощните изоставят в гората. Спартанският начин на живот ги превръща във войнствен народ и води до тежки вендети. Те са известни  с лова на бизони. Преди да се впуснат в преследване на плячката извършват жергвени ритуали, за да се свържат с духовете.

## Линк
Класификация на коренното население на Америките